# Ophioscincus ophioscincus
Espèce
Synonymes
- Ophioscincus australis Peters, 1873
- Lygosoma ophioscincus Boulenger, 1887

Ophioscincus ophioscincus est une espèce de sauriens de la famille des Scincidae.

## Répartition
Cette espèce est endémique du Queensland en Australie.

## Taxinomie
Wilhelm Peters a décrit Ophioscincus australis en 1873, George Albert Boulenger ne pouvait pas renommer cette espèce en  Lygosoma australis car ce nom était préoccupé par Lygosoma australis Gray, 1839 (aujourd'hui considéré comme un synonyme d'Hemiergis gracilipes ) ; Boulenger l'a donc renommé en Lygosoma ophioscincus.

## Publications originales
- Boulenger, 1887 : Catalogue of the Lizards in the British Museum (Nat. Hist.) III. Lacertidae, Gerrhosauridae, Scincidae, Anelytropsidae, Dibamidae, Chamaeleontidae. London, p. 1-575 (texte intégral).
- Peters, 1874 : Über neue Saurier (Spæriodactylus, Anolis, Phrynosoma, Tropidolepisma, Lygosoma, Ophioscincus) aus Centralamerica, Mexico und Australien. Monatsberichte der Königlichen Akademie der Wissenschaften zu Berlin, vol. 1873, p. 738-747 (texte intégral).